# Hotel Kontinental (Skopje)
Hotel Kontinental (makedonsky Хотел Континентал) je hotel v hlavním městě Severní Makedonie, Skopje. Nachází se na třídě Edvard Kardelj ve východní části města, nedaleko (bývalého) skopského výstaviště.
Hotel v postmoderním stylu byl vybudován v první polovině 70. let 20. století. Výškovou budovu se čtrnácti patry. vyprojektovala společnost Makedonijaprojekt podle návrhů architektů Dimitara Dimitrova a Živka Gelevského. Celý objekt byl rozčleněn tak, aby nepůsobil dojmem jednoho ohromného bloku. Jeho jednotlivé části měly různou patrovost. 
Ve své době byl se třema dalšími podobnými ubytovacími zařízeními (Panorama, Skopje, Olimpisko Selo) považován za nejreprezentativnější objekt svého druhu ve městě. Patřil rovněž také mezi největší. Modernistická budova hotelu vynikala interiéry laděnými do teplých barev, především do tmavě červené. Nápadná byla kruhová žlutá svítidla ve vstupní lobb